# Code van Neurenberg
De Code van Neurenberg is een set ethische onderzoeksprincipes met betrekking tot onderzoek en experimenten op of met mensen. De Code kwam voort uit de Processen van Neurenberg, na afloop van de Tweede Wereldoorlog, en waren een antwoord op de nazi-experimenten die tijdens de oorlog onder meer door Josef Mengele waren uitgevoerd.

## Achtergrond
Op 19 augustus 1947 velden de rechters hun oordeel in het zogenaamde Artsenproces tegen Karl Brandt en enkele anderen. Tegelijkertijd gaven zij ook hun oordeel over medische experimenten op mensen. Een aantal verdachten voerde ter verdediging aan dat zij van mening waren dat hun praktijken tijdens de oorlog weinig verschilden van die van voor de oorlog. Bovendien verklaarden zij dat er ook geen wetgeving was die onderscheid maakte tussen legale en illegale experimenten, ongeacht of dit ethisch verantwoord is of niet.
In april 1947 had dr. Leo Alexander al een zestal punten waaraan legale medische experimenten moeten voldoen aangedragen bij de Raad voor Oorlogsmisdaden. De Raad heeft deze punten overgenomen en aangevuld met vier extra richtlijnen. Samen vormen deze tien punten de "Code van Neurenberg". Hoewel dit oordeel geen formele rechtskracht heeft en de richtlijnen ook niet direct overgenomen zijn in de Duitse of Nederlandse wetgeving, vormen ze samen met de Verklaring van Helsinki wel de basis voor de Nederlandse Wet medisch-wetenschappelijk onderzoek met mensen en vergelijkbare wetten in andere landen.Referentie ontbreekt
In de Code is een reeks bepalingen opgenomen die de rechten van personen die aan medisch onderzoek deelnemen moet garanderen. Zo schrijft ze onder andere voor dat deelnemen altijd op vrijwillige basis moet gebeuren, een duidelijk maatschappelijk nut moet hebben en geen onnodige lichamelijke of mentale schade mag toebrengen. Ook moet onderzoek volgens de code vooraf worden gegaan door in vitroproeven en moeten deelnemers voldoende geïnformeerd worden over het verloop en eventuele gevolgen van het onderzoek. Zij moeten bovendien schriftelijk verklaren dat zij op basis van die informatie aan het onderzoek willen deelnemen. De Code schrijft bovendien voor dat onderzoeken altijd moeten worden stopgezet wanneer een proefpersoon daarom vraagt.

## De tien punten van de Code van Neurenberg
Hierbij een vertaling van de volledige tekst van de Code van Neurenberg zoals vastgelegd in de uitspraak van het Artsenproces:
1. De vrijwillige toestemming van de proefpersoon is absoluut noodzakelijk
Dit betekent dat betrokken persoon wettelijk bevoegd moet zijn om toestemming te geven; in staat moet zijn zijn of haar vrije keuze te maken zonder tussenkomst van enig geweld, fraude, misleiding, of enige andere vorm van beperking of dwang; en moet voldoende kennis en begrip hebben van het betreffende onderwerp zodat hij of zij in staat is een onderbouwde keuze te maken. Dit laatste vereist dat voordat de proefpersoon zijn of haar keuze kan bevestigen duidelijk gemaakt moeten worden de aard, duur en doel van het experiment; de methode en middelen waarmee het uitgevoerd worden; alle te redelijkerwijs te verwachten ongemakken en risico's; en de gevolgen voor de gezondheid of de persoon die mogelijk deel zal nemen aan het experiment.
De plicht en de verantwoordelijkheid voor het vaststellen van de kwaliteit van de toestemming ligt bij de persoon die het experiment initieert, aanstuurt of eraan deelneemt. Dit is een persoonlijke plicht en verantwoordelijkheid die niet ongestraft overgedragen kan worden aan een ander.
2. Het experiment moet zo ontworpen zijn dat het vruchtbare resultaten oplevert voor de samenleving, die niet met andere methoden of middelen te behalen zijn, en niet willekeurig en onnodig van aard.
3. Het experiment moet zo ontworpen zijn en gebaseerd zijn op de resultaten van dierproeven en kennis van de natuurlijke geschiedenis van de ziekte of een ander onderzocht probleem, zodanig dat de verwachte resultaten de uitvoering van het experiment rechtvaardigen.
4. Het experiment moet zo uitgevoerd worden dat alle onnodige fysieke en mentale leed en letsel voorkomen worden.
5. Een experiment moet niet worden uitgevoerd wanneer er a priori reden is om ervan uit te gaan dat overlijden of een handicap het gevolg zullen zijn; behalve misschien in het geval dat de uitvoerende artsen zelf ook als proefpersoon dienen.
6. Het met het experiment genomen risico moet nooit groter zijn dan het humanitaire belang van het probleem dat het experiment moet oplossen.
7. Degelijke voorbereidingen moeten worden getroffen, en adequate voorzieningen moeten worden aangeboden om de proefpersoon te beschermen tegen mogelijk letsel, handicaps of overlijden.
8. Het experiment moet alleen worden uitgevoerd door wetenschappelijk gekwalificeerde personen. De hoogste graad van vaardigheid en zorg moeten worden vereist van de personen die het experiment leiden of uitvoeren, in alle stadia van het experiment.
9. Gedurende de gehele loop van het experiment moet het de proefpersoon vrij staan om het experiment ten einde te brengen als hij of zij een fysieke of mentale staat heeft bereikt waardoor voortzetten van het experiment hem of haar onmogelijk lijkt.
10. Gedurende de gehele loop van het experiment moet de verantwoordelijke wetenschapper voorbereid zijn het experiment te staken, in ieder willekeurig stadium, als hij of zij reden heeft om aan te nemen, met gebruik van het gezond verstand, de superieure vaardigheid en het zorgvuldig oordeel dat van hem of haar vereist wordt, dat voortzetting van het experiment zal leiden tot letsel, handicaps of overlijden van de proefpersoon.